# Wilhelm Topsch
Wilhelm Topsch (* 8. Juli 1941 in Dauba, Protektorat Böhmen und Mähren) ist ein deutscher Pädagoge und Schriftsteller.

## Leben
Wilhelm Topsch, geboren in der heutigen Tschechischen Republik, absolvierte in Düsseldorf eine Lehre im Elektro- und Fernmeldehandwerk, die er 1959 abschloss. Von 1959 bis 1963 war er als Fernmeldehandwerker tätig. Daneben besuchte er eine Abendschule und studierte danach in Essen für das Lehramt an Grund- und Hauptschulen. Im Jahr 1967 legte er in Essen die erste und 1969 die zweite Staatsprüfung ab. Von 1967 bis 1970 war er als Lehrer tätig. Anschließend setzte er sein Studium in den Fächern Pädagogik, Psychologie und Publizistik fort und wurde 1975 an der Universität Bochum zum Doktor der Philosophie promoviert. Von 1970 bis 1977 war Topsch wissenschaftlicher Assistent beim Deutschen Bildungsrat und am Institut für Pädagogik der Ruhr-Universität Bochum. Von 1977 bis 1980 hatte er eine Professur an der Gesamthochschule Kassel inne; ab 1980 war er Professor für Erziehungswissenschaft an der Universität Oldenburg. Topsch, der inzwischen emeritiert ist, lebt in Oldenburg.
Wilhelm Topsch verfasste neben Schulbüchern, zahlreichen Fachbüchern zu pädagogischen Themen auch Kinder- und Jugendbücher.

## Schriften und Werke
- Die leiseste Klasse der Welt, Stuttgart 1971
- Mein Pony heißt Jonny, Stuttgart 1972
- Erstleseunterricht an Grundschulen in Nordrhein-Westfalen, Ratingen [u. a.] 1973 (zusammen mit Jakob Muth)
- Flo mit guter Laune, Stuttgart 1973
- Das Katzenfest, Stuttgart 1973 (zusammen mit Edith Witt)
- Spielend gestalten, Düsseldorf 1974 (zusammen mit Karin Topsch)
- Grundschulversagen und Lernbehinderung, Essen 1975
- Schulversuche zur Integration behinderter Kinder in den allgemeinen Unterricht, Braunschweig 1976 (zusammen mit Jakob Muth und Adrian Kniel)
- Lesenlernen, Erstleseunterricht, Bochum 1979
- Guten Tag, wie geht es euch?, Hannover 1980
- Mein Hund hat einen Kater, Stuttgart 1980
- Lernbehindertendidaktik: Lesen lernen und Lesen lehren (Studienbrief der Fernuniversität Hagen). 1981.
- Alle Tage Burztag, Stuttgart 1982
- Eine Familie voller Geschichten, Stuttgart 1983
- Ein Tag mit Tante Dora, Stuttgart 1986 (zusammen mit Daniele Winterhager)
- Die bärenstarke Bärbel, Stuttgart [u. a.] 1987
- Katze, liebe Katze, Hamburg 1990 (zusammen mit Reinhard Michl)
- Mit dem Computer lernen?, Oldenburg 1991
- Lesenlernen, Schreibenlernen, Oldenburg 1993
- Examensarbeiten, Semesterarbeiten, Oldenburg 1994
- „Weicher Schnee tut nicht weh! …“, Oldenburg 1994
- Jetzt geht’s los, Hamburg 1995 (zusammen mit Pia Eisenbarth)
- Einschulung und Schulanfang vor 50, 60, 70 Jahren, Zetel 1996 (zusammen mit Renate Hinz und Irmhild Wragge-Lange)
- Das Ende einer Legende, Donauwörth 1996
- Hurz Burz und seine Freunde, Stuttgart [u. a.] 1996
- Lesenlernen und Anfangsunterricht, Oldenburg 1996
- Papa kocht, Hamburg 1996 (zusammen mit Pia Eisenbarth)
- Schrift und Schreiben, Oldenburg 1996
- Ein Esel kommt selten allein, Hamburg 1997
- Oma und Troll, Hamburg 1997 (zusammen mit Pia Eisenbarth)
- Leitfaden Examensarbeit, Oldenburg 1998
- Maus, kleine Maus, Hamburg 1998 (zusammen mit Reinhard Michl)
- Pippi Langstrump – ein Kinderbuch geht um die Welt, Oldenburg 1998
- Stern oder Schnuppe, Hamburg 1998
- Franziska und der Bär, Stuttgart [u. a.] 1999
- Ich bin Carlchen, Hamburg 1999
- Das ist ja super!, Hamburg 1999
- Märchen als Element der Kinderliteratur, Oldenburg 1999 (zusammen mit Renate Hinz und Irmhild Wragge-Lange)
- Alle Kinder lernen lesen, 2000
- Grundkompetenz Schriftspracherwerb, Neuwied [u. a.] 2000
- Leitfaden Examensarbeit für das Lehramt, Neuwied [u. a.] 2000
- Mutig wie Maja, Hamburg 2000
- Bärenwetter, Stuttgart [u. a.] 2001 (zusammen mit Daniele Winterhager)
- Carlchen geht zur Schule, Hamburg 2001
- Einführung in die Schulpädagogik, Berlin 2002 (zusammen mit Hanna Kiper und Hilbert Meyer)
- Grundwissen Schulpraktikum und Unterricht, Neuwied [u. a.] 2002
- Einführung in die Grundschulpädagogik, Berlin 2004

## Herausgeberschaft
- Wir sagen euch an …, Hannover, 1980
- Unterricht in der Grundschule, Bochum, 1982
- Standardwerke des Lehrers (= Reihe Grundschule). 1982.
- Heinz Schwartze: Elementarmathematik aus didaktischer Sicht, Bochum
  - 1. Arithmetik und Algebra, 1980
  - 2. Geometrie, 1984
- Ich bin das ganze Jahr vergnügt …, Hannover, 1985
- Von Wölfen und anderen Tieren, Stuttgart [u. a.] 1986
- Schulstart, Bad Heilbrunn, 2008 (herausgegeben zusammen mit Barbara Moschner)

## Übersetzungen
- Alain Grée: 1000 Fragen, 1000 Antworten, Stuttgart (übersetzt zusammen mit Karin Topsch)
  - 1 (1974)
  - 2 (1977)